# Механизатор (фильм, 1963)
«Механизатор» (итал. Le Motorizzate) — итальянский чёрно-белый комедийный фильм, снятый в 1963 году режиссёром Марино Джиролами. Мировая премьера фильма состоялась 15 августа 1963 года.

## Сюжет
В фильме рассказываются пять историй о женщинах, которым машины нужны для бизнеса и развлечения.

## В ролях
- Тото — Урбано Какаче
- Сандра Мондаини — женщина–водитель
- Мишель Галабрю — Помпео Саронно
- Карло Пизакане — Ахилл
- Анна Кампори — мисс Какаче
- Лиана Орфей — советник Какаче
- Вальтер Кьяри[англ.] — Вальтер
- Биче Валори[англ.] — Лола Росси
- Аве Нинки[англ.] — сестра Тереза
- Раймондо Вианелло[англ.] — Камилло
- Джанни Агус[англ.] — прокурор
- Френс Англаде[англ.] — сестра Мария
- Валерия Фабрици[англ.] — Валерия
- Билли Риккардо[англ.] — Ригетто
- Марио Кастеллани[англ.] — командир дорожно-патрульной службы
- Пьер Дорис[англ.] — клиент Лолы
- Эннио Джиролами[англ.] — активист коммунистической партии